# Lepidosira minima
Lepidosira minima är en urinsektsart som beskrevs av John Tenison Salmon 1938. Lepidosira minima ingår i släktet Lepidosira och familjen brokhoppstjärtar. Inga underarter finns listade i Catalogue of Life.